# Taron-Sadirac-Viellenave
Taron-Sadirac-Viellenave è un comune francese di 189 abitanti situato nel dipartimento dei Pirenei Atlantici nella regione della Nuova Aquitania.

## Società

### Evoluzione demografica
Abitanti censiti